# Cleome rupicola
Cleome rupicola är en paradisblomsterväxtart som beskrevs av Vicary. Cleome rupicola ingår i släktet paradisblomstersläktet, och familjen paradisblomsterväxter. Inga underarter finns listade i Catalogue of Life.